# هاینکل هائی ۱۸
هاینکل هائی ۱۸ (به آلمانی: Heinkel HE 18) یک هواگرد تک‌باله تک‌موتوره دوسرنشین ورزشی و آموزشی بود که توسط شرکت هواپیماسازی آلمانی هاینکل در دهه ۱۹۲۰ میلادی طراحی و تولید شد.

## طراحی و توسعه
هاینکل هائی ۱۸ در سال ۱۹۲۴ بر مبنا هاینکل هائی ۳ و به عنوان جانشینی برای آن طراحی شد. با این وجود طراحی هائی ۱۸ تفاوت محسوسی با هائی ۳ به خصوص در ساختار بال‌ها و دم داشت. در هائی ۱۸ بر خلاف هائی ۳ بال‌ها نیمه خود اتکا بوده و با میله‌هایی حمایت شده بودند. از طرفی بال‌ها و دم برای سهولت در جا به جایی و نگهداری جمع شونده طراحی شده بودند به گونه ای که این هواگرد در مکانی به طول و عرض و ارتفاع ۷٫۲ متر در ۱٫۹ متر در ۲٫۳ متر قابل جای دادن بود. جهت مقاصد آموزشی امکان نصب آسان ابزار کنترل ثانویه نیز وجود داشت. این هواگرد علاوه برداشتن چرخ در دم و ارابه فرود ثابت، قابل انطباق با ارابه فرود شناور بود. با وجود این که جنس ساختار هواگرد به صورت تلفیقی طراحی شده بود ساخت تمام چوبی نیز میسر بود. موتورهای مختلف با حدود توان ۸۰ اسب بخار بر روی این هواگرد قابل نصب بودند.
با وجود این که تمامی این ویژگی‌ها جهت سهولت در تولید در هائی ۱۸ قرار داده شده بود، این هواگرد نمونه موفقی به حساب نمی‌آید. در مجموع تنها دو فروند این هواگرد تولید گردید. هواگرد نخست بدون موتور به انجمن علوم هوانوردی دانشگاه فنی براونشوایگ تحویل داده شد و در آن جا به یک موتور خطی ۷۰ اسب بخار از شرکت دایملر بنز مجهز گشت و عنوان براونشوایگ برنهاده گردید. ماه فوریه سال ۱۹۲۸ میلادی، موتور همین هواگرد به موتور ال ۱بی ساخت شرکت یونکرس با توان ۸۵ اسب بخار تغییر یافت. این هواگرد تا سال ۱۹۳۰ به پرواز ادامه داد.
هواگرد دوم دارای یک موتور شعاعی زیمنس و هالسکی بود. این هواگرد در ۲۳ مه ۱۹۲۵ دچار سانحه شد.

## ساختار
هائی ۱۸ یک هواگرد دم‌چرخ تک‌باله بال پایین با ساختار تلفیقی بود. بدنه فولادی استوانه ای هواگرد در بخش موتور و بالا با صفحات آلومینیوم و در مابقی قسمت‌ها با پارچه پوشانده شده بود. جایگاه خدمه روباز و پشت سر یکدیگر بود. مخزن سوخت درون بدنه و بین موتور و کابین قرار داشت. بال‌های هواگرد از چوب ساخته شده و با پارچه پوشیده شده و با میله‌های وی شکل به بدنه متصل بود. دم هواگرد نیز فولادی و با پارچه پوشیده شده بود. دو ارابه فرود مخصوص خشکی با میله‌هایی به یکدیگر متصل بودند. مدل آب‌نشین دارای دو ارابه فرود شناور چوبی بود.
هائی ۱۷ نخستین هواگرد هاینکل بود که با بال خود اتکا ساخته شده بود.

## مشخصات فنی (مدل خشکی‌نشین)

### مشخصات عمومی
- خدمه: ۲ نفر
- طول: ۷٫۲ متر
- پهنای بال: ۱۱٫۱ متر
- ارتفاع: ۲٫۷ متر
- مساحت بال: ۱۷٫۴ متر مربع
- زاویه بال‌ها رو به عقب: ۲ درجه
- وزن خالی: ۴۹۰ کیلوگرم
- وزن خالص: ۷۲۰ کیلوگرم
- نیرومحرکه: یک موتور شعاعی پیستونی ۷ سیلندر زیمنس و هالسکی ش (Siemens & Halske Sh 5) خنک شونده با هوا: ۷۶ اسب بخار - ۵۶ کیلو وات

### عملکرد
- حداکثر سرعت: ۱۴۵ کیلومتر بر ساعت
- سرعت فرود: ۷۸ کیلومتر بر ساعت
- سرعت اوج‌گیری: ۱٫۹ متر بر ثانیه، ۱۰۰۰ متر در ۹ دقیقه
- حداکثر برد: ۴۲۰ کیلومتر
- حداکثر ارتفاع: ۳۲۰۰ متر
- حداکثر طول پرواز: ۳ ساعت

### تسلیحات
- یک اژدر ۴۵ سانتی‌متری ام/۱۷